# Fiona Fullerton
Fiona Elizabeth Fullerton, född 10 oktober 1956 i Kaduna i protektoratet Nigeria, är en brittisk skådespelerska.

## Rollista i urval
- 1969 – Hans vän den vilda ponnyn
- 1971 – Nikolaus och Alexandra
- 1972 – Alice i Underlandet
- 1985 – Levande måltavla
- 1986 – Håll drömmen levande (miniserie)
- 1988 – Med smak för döden (miniserie)
- 1990 – En spions historia (TV-film)
- 1990 – Spöket i Monte Carlo (TV-film)
- 1992 – Tropical Heat (TV-serie)